# 삼성 갤럭시 퀀텀2
삼성 갤럭시 퀀텀2(Samsung Galaxy Quantum2)는 갤럭시 A퀀텀 (갤럭시 A71 5G)의 후속작이다. 갤럭시 퀀텀2는 삼성전자가 삼성 갤럭시 A82이라는 정식 발매명으로, 양자 키 분배를 상품화 화여, 2021년 4월에 SK텔레콤 가입자용으로 출시한 바 있다.